# Qualification pour la Division III du Championnat du monde junior de hockey sur glace 2018
Le tournoi de Qualification pour la Division III du Championnat du monde junior de hockey sur glace 2018 a lieu à l'Ice Station du Cap en Afrique du Sud du 5 au 7 février 2018.
Le Turkménistan devait participer à cette compétition mais a déclaré forfait avant le début de celle-ci.

## Format de la compétition
Le Championnat du monde junior de hockey sur glace est un ensemble de plusieurs tournois regroupant les nations en fonction de leur niveau. Les meilleures équipes disputent le titre dans la Division Élite.
Les 10 équipes de la Division Élite sont scindées en deux poules de 5 où elles disputent un tour préliminaire. Les 4 meilleures sont qualifiées pour les quarts de finale. Les derniers de chaque poule s'affrontent dans un tour de relégation, au meilleur des 3 matches. Le perdant est relégué en Division IA.
Pour les autres divisions qui comptent 6 équipes (sauf la Division III-Q qui en compte 2), les équipes s’affrontent entre elles et, à l'issue de cette compétition, le premier est promu dans la division supérieure et le dernier est relégué dans la division inférieure.
Lors des phases de poule, les points sont attribués ainsi :
- victoire : 3 points ;
- victoire en prolongation ou aux tirs de fusillade : 2 points ;
- défaite en prolongation ou aux tirs de fusillade : 1 point ;
- défaite : 0 point.

## Résultats
| 5 février | Taïwan | 0-1 (0-0, 0-1, 0-0) | Afrique du Sud | Ice Station 150 spectateurs |

| Feuille de match | Feuille de match | Feuille de match | Feuille de match                              | Feuille de match                                                                           |
| ---------------- | ---------------- | ---------------- | --------------------------------------------- | ------------------------------------------------------------------------------------------ |
|                  | -                | 0-1              | Johnson (Venter, Phakathi) — 28 min 47 s (SN) | Arbitrage : Pierre Dehaen Vladimir Snasel Juges de lignes : Botond Palkovi Haim Tichon Gil |
| Huang S.         | Gardiens         | Boyd             |                                               | Arbitrage : Pierre Dehaen Vladimir Snasel Juges de lignes : Botond Palkovi Haim Tichon Gil |
| 12 min           | Pénalités        | 29 min           |                                               | Arbitrage : Pierre Dehaen Vladimir Snasel Juges de lignes : Botond Palkovi Haim Tichon Gil |
| 22               | Tirs             | 29               |                                               | Arbitrage : Pierre Dehaen Vladimir Snasel Juges de lignes : Botond Palkovi Haim Tichon Gil |

| 6 février | Afrique du Sud | 5-4 (2-3, 2-0, 1-1) | Taïwan | Ice Station 125 spectateurs |

| Feuille de match | Feuille de match | Feuille de match                    | Feuille de match | Feuille de match                                                                           |
| ---------------- | --- | ----------------------------------- | --- | ------------------------------------------------------------------------------------------ |
|                  | Taljaard (Kruger, Alford) — 1 min 50 s - R. Venter (Johnson, J. Venter) — 13 min 7 s - Johnson (Cerff) — 23 min 31 s (SN) Schuurman (Beukes) — 26 min 50 s (SN) - Bremner (J. Venter, Schuurman) — 53 min 5 s | 1-0 1-1 2-1 2-2 2-3 3-3 4-3 4-4 5-4 | - Lin C. (Kuo, Chen K.) — 8 min 12 s (SN) - Lin K. (Chen K.) — 14 min 19 s (SN) Chiang (Lin C.) — 17 min 34 s (SN) - Chiang (Lee) — 40 min 53 s (2 SN) - | Arbitrage : Pierre Dehaen Vladimir Snasel Juges de lignes : Botond Palkovi Haim Tichon Gil |
| Boyd             | Gardiens | Huang S.                            | | Arbitrage : Pierre Dehaen Vladimir Snasel Juges de lignes : Botond Palkovi Haim Tichon Gil |
| 34 min           | Pénalités | 32 min                              | | Arbitrage : Pierre Dehaen Vladimir Snasel Juges de lignes : Botond Palkovi Haim Tichon Gil |
| 37               | Tirs | 33                                  | | Arbitrage : Pierre Dehaen Vladimir Snasel Juges de lignes : Botond Palkovi Haim Tichon Gil |

## Classement final
| Clt   | Équipe         | PJ | V | VP | D | DP | BP | BC | Diff | Pts |
| ----- | -------------- | -- | - | -- | - | -- | -- | -- | ---- | --- |
| +001, | Afrique du Sud | 2  | 2 | 0  | 0 | 0  | 6  | 4  | +2   | 6   |
| +002, | Taipei chinois | 2  | 0 | 0  | 2 | 0  | 4  | 6  | -2   | 0   |

- Promu en Division III en 2019

Pour les significations des abréviations, voir statistiques du hockey sur glace.